# Michaëlskerk (Grijpskerke)

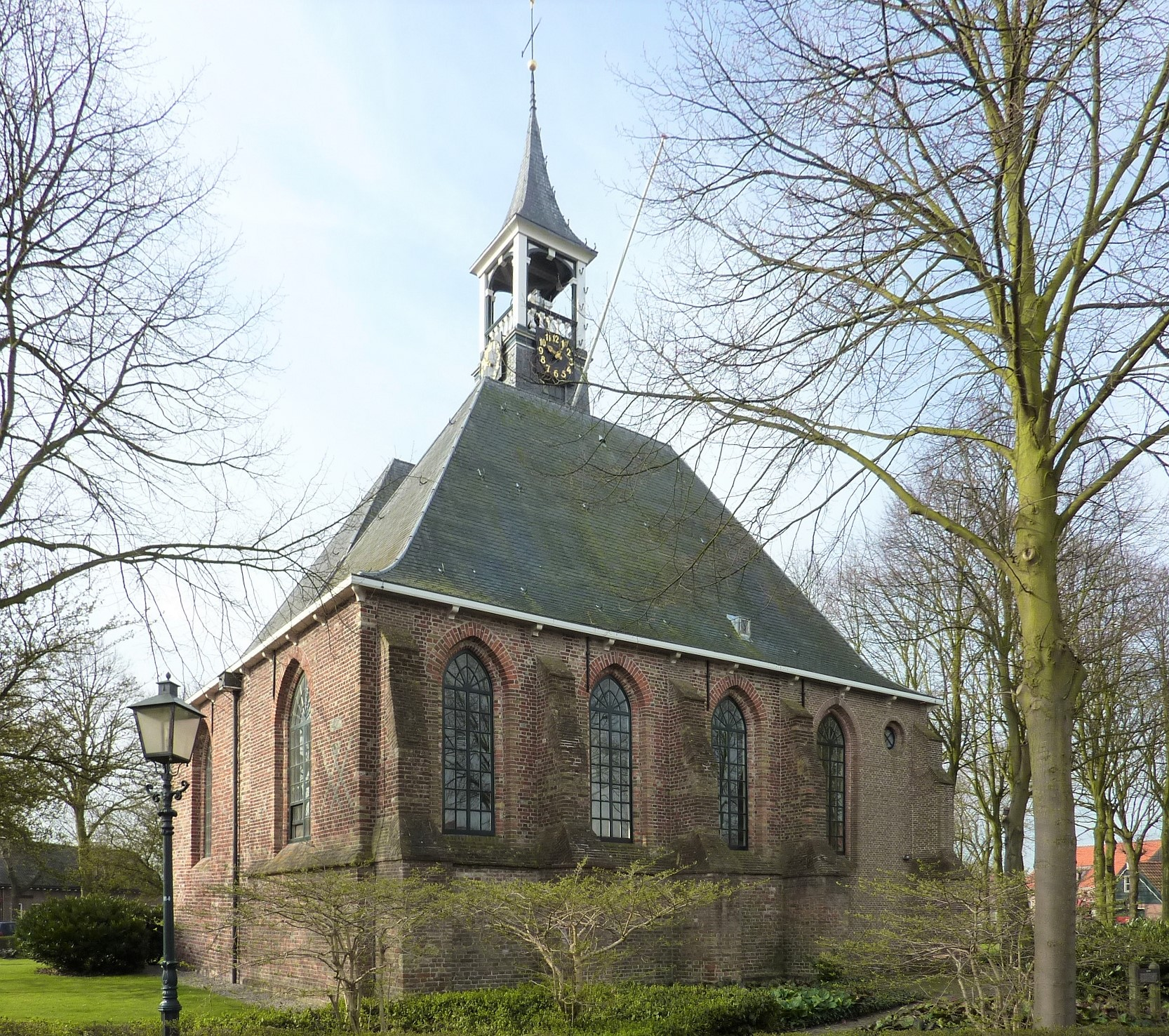
Die Michaëlskerk, Ansicht von Nordosten

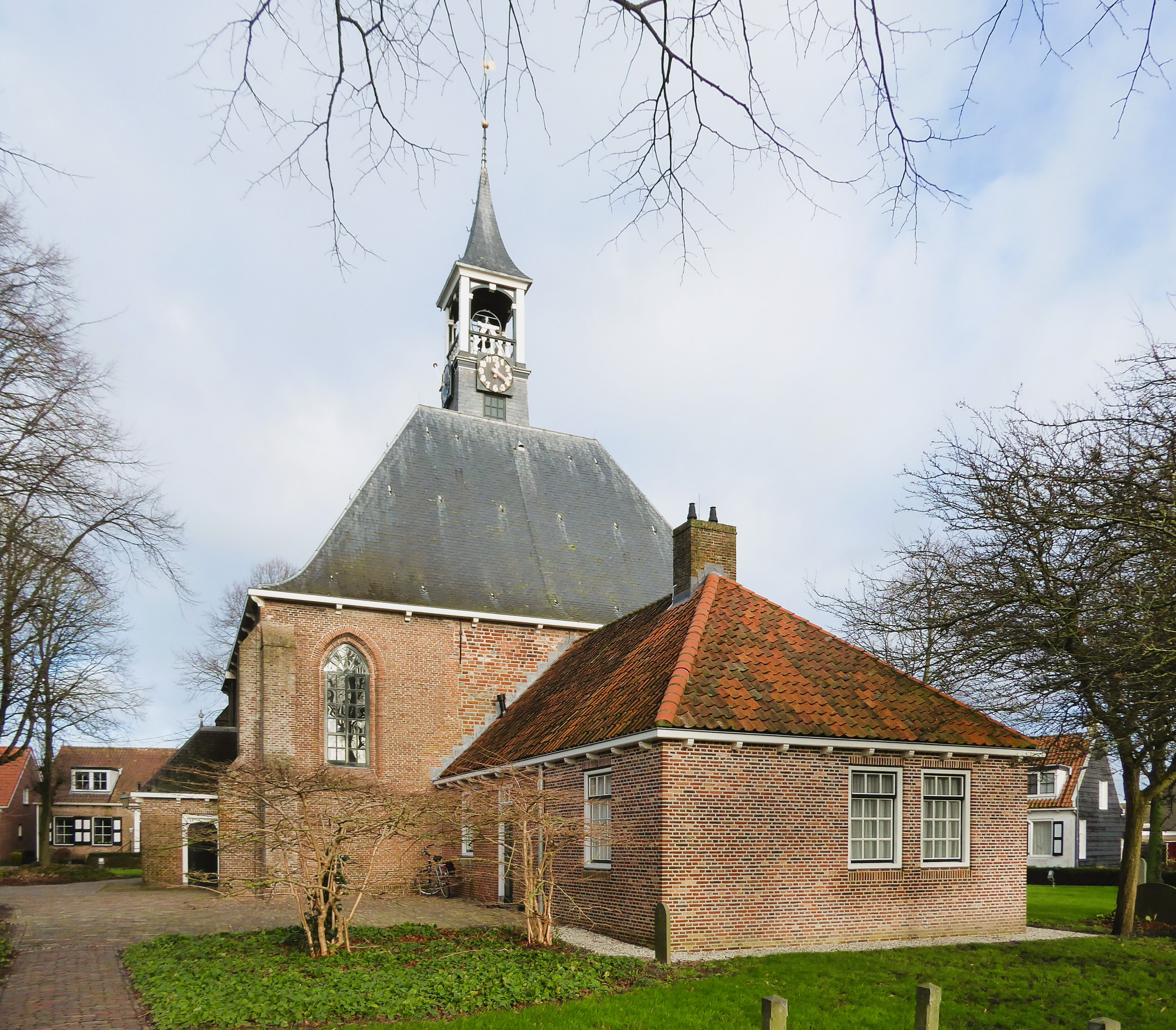
Die Michaëlskerk von Süden mit der Sakristei. Erkennbar die Baunaht am Kirchenschiff

Die Michaëlskerk ist ein Kirchengebäude der Protestantischen Kirche in den Niederlanden in Grijpskerke auf Walcheren in der Gemeinde Veere in der Provinz Zeeland. Die im Kern gotische Kirche ist seit 1967 als Rijksmonument eingestuft.

## Geschichte
Grijpskerke wurde um 1200 von St. Willibrord in Oostkapelle abgepfarrt. Im Zuge des Achtzigjährigen Krieges wurde die Kirche zwischen 1572 und 1574 wie das Gotteshaus im benachbarten Buttinge schwer beschädigt. Als Folge davon wurde die Kirche in Buttinge aufgegeben und die vorhandenen Mittel wurden zur Wiederherstellung der Michaëlskerk genutzt. Die Gläubigen Buttinges wurden in Grijpskerke eingepfarrt.
Die Michaëlskerk stellt sich heute als zweischiffige Saalkirche in der Tradition calvinistischer Predigtkirchen mit der Ausrichtung des Gotteshauses auf die Kanzel dar. Von der ursprünglichen gotischen Kirche existiert noch der gerade geschlossene Chor aus dem 14. Jahrhundert und der im 15. Jahrhundert parallel hinzugefügte sogenannte Nordchor mit seinen Strebepfeilern. Diesen beiden Bauteile wurden 1770 um je ein Joch nach Westen verlängert und die Kirche erhielt ihr heutiges Aussehen. Deutlich erkenner sind die Baunähte zum mittelalterlicher Backstein mit seiner für Zeeland typischen Grünfärbung durch Algeneinschlüsse.

## Orgel
Die Orgel wurde 1984 durch die Orgelbaufirma Fama & Raadgever erbaut. Das Schleifladen Instrument hat 12 Register auf Hauptwerk (C–f3: Prestant 8′, Roerfluit 8′, Octaaf 4′, Octaaf 2′, Mixtuur III), Nebenwerk (C–f3: Holpijp 8′, Roerfluit 4′, Nasard 3′, Woudfluit 2′, Terts 8′, Trompet 8′) und Pedal (C–f1: Subbas 16′). Das Nebenwerk ist mit einem Tremulanten ausgestattet. Die Spiel- und Registertrakturen sind mechanisch.